# سروکاج خلیج صدف
سروکاج خلیج صدف (نام علمی: Callitris rhomboidea) نام یک گونه از سرده سروکاج‌ها است.